# パトリック・オリファント (第3代オリファント卿)
第3代オリファント卿パトリック・オリファント（英語: Patrick Oliphant, 3rd Lord Oliphant、1721年1月14日没）は、スコットランド貴族。

## 生涯
第2代オリファント卿チャールズ・オリファントとメアリー・オグルヴィ（Mary Ogilvy、1702年1月14日以前没、ジョン・オグルヴィの娘）の息子として生まれ、青年期には乗馬ばかりして過ごしたという。
1706年4月頃に父が死去すると、オリファント卿の爵位を継承、同年10月12日に宣誓してスコットランド議会議員に就任した。
スペイン継承戦争では初代マールバラ公爵ジョン・チャーチルの配下としてブシャン包囲戦に参戦した。
1721年1月14日に生涯未婚のまま死去、18日に埋葬された。叔父ウィリアムが爵位を継承した。